# Mailtausch

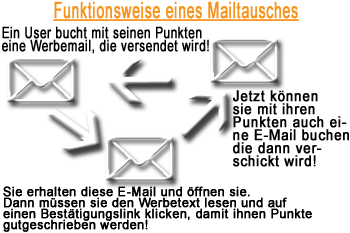
Schematische Darstellung

Ein Mailtausch ist eine besondere Werbeform im Internet. 

## Funktionsweise eines Mailtausches
Durch die Anmeldung bei einem Mailtausch-Dienst stimmt man zu, regelmäßig vom Anbieter dieses Dienstes Werbemails zugesendet zu bekommen. Die Anzahl der täglich von diesem Anbieter zugeschickten Mails kann man dabei nach oben hin begrenzen. Neben der eigentlichen Werbung enthält jede dieser Werbemails einen individuellen Bestätigungslink. Öffnet man eine Mail und klickt den enthaltenen Link an, wird dadurch eine Webseite aufgerufen. Der Dienstanbieter kann diesen Aufruf registrieren und dem Benutzer eine gewisse Menge an Punkten gutschreiben. Je nach Anbieter muss die aufgerufene Seite eine gewisse Zeit im Browserfenster geöffnet bleiben, bevor eine Gutschrift erfolgt.
Diese Punkte können dann genutzt werden, um entweder selber Werbung über diesen Dienst zu schalten, oder um sie sich in Form von Geld oder e-Währung auszahlen zu lassen. Häufig werden neben der Möglichkeit, Werbemails zu verschicken, diverse andere Werbeformen wie Banner, Textlinks oder Pop-ups angeboten. Lohnend ist derartige Werbung für alle, denen es an einem großen Werbebudget mangelt oder welche zusätzliche Werbemöglichkeiten im Internet nutzen möchten.

## Die Entwicklung bis heute
Die ersten Scripte wurden von "Alpha-Scripte" in PHP und MySQL programmiert. Ursprünglich waren diese Scripte sehr teuer, sodass es nur wenige Anbieter gab. Im Jahr 2000 gab es 3 große Script-Schmieden, die ihre Mailtauschscripte verkauften. Entsprechend dominierten diese den Markt. Seit 2003 erlebten die Scripte u. a. bei Ebay einen regelrechten Preissturz, sodass es jedem möglich ist, ein Script zu erwerben und einen Mailtausch zu starten. So schossen monatlich mehrere Mailtauschanbieter aus dem Boden. Der Markt wurde innerhalb weniger Jahre übersättigt. Die meisten Anbieter haben den Dienst entweder eingestellt oder lassen ihn mit 10–20 aktiven Usern laufen. 
In den Jahren 2002–2003 kamen auch die ersten kostenlosen Mailtauschscripte auf den Markt. So konnte jeder ganz einfach und kostenlos einen eigenen Dienst starten. Auch dies schadete der Werbeform und ließ die Preise für die Scripte sinken. Die angebotenen Scripte waren voller Fehler und liefen sehr schlecht – die angehenden Webmaster konnten den qualitativen Unterschied kaum erkennen und starteten den Dienst mit einem minderwertigen Produkt. Dies vergraulte die User jedoch schnell. 
Die Userzahlen der Mailtauschanbieter sinken ständig. Die Marktführer können in Deutschland ca. 5000 User vorweisen, von denen 10–20 % aktiv sind. Die Werbeform "Mailtausch" ist nach der Einschätzung der Insider tot.